# Dacryocystorinostomie
Dacryocystorinostomie (afgekort: DCR) is een chirurgische ingreep waarbij er een passage tussen de traanzak en de neusholte wordt gemaakt. Deze ingreep zorgt ervoor dat traanvocht weer op normale wijze van de traanzak naar het neusslijmvlies wordt afgevoerd. De ingreep wordt ingezet als de traanbuis niet meer naar behoren functioneert en als andere, minder ingrijpende behandelingen geen baat hebben geboden. 

## Methode

### Traditionele dacryocystorinostomie
Aan de zijkant van de neus, tussen het oog en de neus, wordt een kleine insnijding gemaakt en een klein beetje bot wordt verwijderd om een verbinding tussen de traanzak en de neusholte te maken. De chirurg kan ervoor kiezen om een stent, een soort kunststof buisje, te plaatsen om te voorkomen dat het gat zich weer sluit. 

### Endoscopische dacryocystorinostomie
Bij deze vorm van de ingreep wordt gebruikgemaakt van een endoscoop. In tegenstelling tot de traditionele methode wordt er geen insnijding gemaakt, maar wordt de verbinding tussen de traanzak en de neusholte via het neusgat gemaakt met behulp van een endoscoop en speciale medische instrumenten. Deze manier van ingrijpen heeft als voordeel dat er geen opzichtig litteken ontstaat in het aangezicht. 

## Eventuele contra-indicaties
Een aantal medewerkende omstandigheden kunnen reden zijn voor het niet uitvoeren van een dacryocystorinostomie. De behandeling kan niet uitgevoerd worden als de patiënt lijdt aan ozaena ontstaan uit een atrofische rinitis, een aanhoudende infectie van het slijmvlies van de neus, waarbij het slijmvlies dunner wordt en verhardt. Bij plotseling opgekomen dacryocystitis wordt er gewacht met het uitvoeren van dacryocystorinostomie en eerst antibiotica en warme kompressen toegediend. Als deze geen baat bieden, kan er overgegaan worden op het uitvoeren van de ingreep. Bij oudere patiënten, boven een leeftijd van 70 jaar, heeft het de voorkeur om een dacryocystectomie uit te voeren in plaats van een dacryocystorinostomie, omdat ouderdom van nature leidt tot een verminderde hoeveelheid neusslijmvlies. Die ingreep houdt in dat de traanzak door middel van een chirurgische ingreep geheel verwijderd wordt.